# Union (álbum de Yes)
Union es el decimotercer álbum de estudio de la banda británica de rock progresivo Yes, lanzado en 1991 por Arista Records.

## Detalles
El material que compone Union es una confluencia entre algunas composiciones que, en principio, iban a formar parte de un segundo disco del proyecto Anderson Bruford Wakeman Howe, y otras provenientes de músicos de Yes que quedaron al margen de dicha formación, como Chris Squire o Trevor Rabin, más la colaboración de Tony Kaye y Alan White, es decir, una verdadera reunión de los más conspicuos miembros de la "familia Yes" desde 1969.
Otros músicos adjuntos también fueron parte del proyecto Union, destacando el prestigioso bajista Tony Levin, Jonathan Elias o el músico americano Billy Sherwood, entre un elenco bastante numeroso reunido para la ocasión, la cual marcó un acercamiento y reencuentro entre los más significativos músicos que pasaron por Yes, morigerando ciertas fricciones existentes, sobre todo entre Chris Squire y los miembros de ABWH, quien amenazó con iniciar acciones legales si estos usaban de modo alguno el nombre de Yes, aunque finalmente la sangre no llegó al río.
Una gira siguió a la edición del álbum, la cual fue considerada todo un éxito, tanto por los fans como por los propios músicos, sin embargo el disco en sí obtuvo una tibia respuesta, llegando a vender sólo medio millón de copias en todo el mundo (cifras similares a las del disco de Anderson Bruford Wakeman Howe), resultado comercial bastante pálido para ser un disco reunión de Yes, de características tan prometedoras, y con todos sus miembros históricos; no obstante lo cual, Union sería el último álbum de la banda en alcanzar ventas relativamente significativas.
Dos nombres muy ligados a la historia de Yes, como el artista gráfico Roger Dean, y el ingeniero Eddie Offord también fueron parte del proyecto.

## Lista de canciones
1. I Would Have Waited Forever (Anderson, Elias, Howe) – 6:32
2. Shock to the System (Anderson, Elias, Howe) – 5:09
3. Masquerade (Howe) – 2:17
4. Lift Me Up (Rabin, Squire) – 6:30
5. Without Hope You Cannot Start the Day (Anderson, Elias) – 5:18
6. Saving My Heart (Rabin) – 4:41
7. Miracle of Life (Mancina, Rabin) – 7:30
8. Silent Talking (Anderson, Bruford, Elias, Howe, Wakeman) – 4:00
9. The More We Live/Let Go (Sherwood, Squire) – 4:51
10. Angkor Wat (Anderson, Elias, Wakeman) – 5:23
11. Dangerous (Look in the Light of What You're Searching for) (Anderson, Elias) – 3:36
12. Holding On (Anderson, Elias, Howe) – 5:24
13. Evensong (Bruford, Levin) – 0:52
14. Take the Water to the Mountain (Anderson) – 3:10
15. Give & Take (Anderson, Elias, Howe) – 3:10 [bonus track]*

## Personal
- Jon Anderson -voz
- Steve Howe -guitarra
- Trevor Rabin -guitarra
- Chris Squire -bajo
- Rick Wakeman -teclados
- Tony Kaye -teclados
- Alan White -batería
- Bill Bruford -batería

Créditos adicionales
- Jim Crichton -teclados
- Jonathan Elias -teclados
- Gary Falcone -coros
- Sherman Foote -teclados
- Deborah Anderson -coros
- Tommy Funderburk -coros
- Jimmy Haun -guitarra
- Gary Barlough -teclados
- Jerry Bennett -teclados, percusión
- Rory Kaplan -teclados
- Alex Lasarenko -teclados
- Tony Levin -bajo
- Ian Lloyd -coros
- Steve Porcaro -teclados
- Allan Schwartzberg -percusión
- Billy Sherwood -bajo, guitarra, coros
- Michael Sherwood -coros
- Roger Dean - arte de tapa